# Thomas Heurtel
Thomas Heurtel (Béziers, 10 aprile 1989) è un cestista francese.

## Carriera
Con la Francia ha disputato due edizioni dei Giochi olimpici (Rio de Janeiro 2016, Tokyo 2020), i Campionati mondiali del 2014 e tre edizioni dei Campionati europei (2013, 2017, 2022).

## Statistiche

### Eurolega
| Anno      | Squadra        | PG  | PT  | MP   | TC%  | 3P%  | TL%  | RP  | AP  | PRP | SP  | PP   |
| --------- | -------------- | --- | --- | ---- | ---- | ---- | ---- | --- | --- | --- | --- | ---- |
| 2011-2012 | Saski Baskonia | 10  | 4   | 11,4 | 38,9 | 23,5 | 50,0 | 0,8 | 1,0 | 0,1 | 0,0 | 3,3  |
| 2012-2013 | Saski Baskonia | 28  | 20  | 20,4 | 48,4 | 43,7 | 69,0 | 2,1 | 4,5 | 0,7 | 0,0 | 7,2  |
| 2013-2014 | Saski Baskonia | 21  | 19  | 25,8 | 43,0 | 23,5 | 78,6 | 2,1 | 5,3 | 0,7 | 0,0 | 8,0  |
| 2014-2015 | Saski Baskonia | 10  | 6   | 28,3 | 53,3 | 56,2 | 78,6 | 2,8 | 6,7 | 0,9 | 0,0 | 12,2 |
| 2014-2015 | Anadolu Efes   | 18  | 9   | 24,0 | 41,7 | 39,3 | 82,6 | 2,4 | 6,2 | 0,6 | 0,1 | 9,4  |
| 2015-2016 | Anadolu Efes   | 24  | 15  | 27,4 | 49,8 | 42,7 | 80,3 | 2,9 | 7,9 | 0,8 | 0,0 | 12,7 |
| 2016-2017 | Anadolu Efes   | 35  | 6   | 26,3 | 45,7 | 33,7 | 86,7 | 1,7 | 5,6 | 0,8 | 0,0 | 12,7 |
| 2017-2018 | Barcellona     | 30  | 22  | 23,6 | 50,0 | 34,8 | 81,4 | 2,4 | 6,4 | 0,7 | 0,0 | 11,3 |
| 2018-2019 | Barcellona     | 35  | 19  | 21,1 | 47,7 | 45,0 | 75,3 | 1,9 | 4,8 | 0,7 | 0,0 | 10,4 |
| 2019-2020 | Barcellona     | 3   | 0   | 13,4 | 38,5 | 40,0 | 100  | 2,3 | 4,7 | 0,3 | 0,0 | 5,3  |
| 2020-2021 | Barcellona     | 12  | 0   | 13,5 | 28,9 | 21,1 | 83,3 | 1,2 | 2,4 | 0,4 | 0,0 | 2,9  |
| 2021-2022 | Real Madrid    | 27  | 14  | 19,3 | 42,1 | 40,0 | 85,7 | 2,4 | 4,6 | 0,6 | 0,0 | 9,0  |
| Carriera  | Carriera       | 253 | 134 | 22,5 | 46,1 | 38,2 | 80,5 | 2,1 | 5,3 | 0,7 | 0,0 | 9,6  |

## Palmarès

### Squadra
- Campionato francese: 1

ASVEL: 2020-21
- Campionato spagnolo: 1

Real Madrid: 2021-22
- Coppa di Turchia: 1

Anadolu Efes: 2014-15
- Copa del Rey: 2

Barcellona: 2018, 2019
- Liga catalana: 2

Barcellona: 2017, 2019
- Coppa di Francia: 1

ASVEL: 2020-21
- Match des Champions: 1

Pau-Orthez: 2007
- Coppa del Presidente: 1

Anadolu Efes: 2015
- Supercoppa spagnola: 1

Real Madrid: 2021
- Supercoppa VTB United League: 1

Zenit San Pietroburgo: 2023

### Nazionale
- Mondiali:

 Spagna 2014
- Olimpiadi

 Tokyo 2020
- Europei:

 Slovenia 2013
 Germania 2022

### Individuale
- MVP Coppa di Turchia:1

Anadolu Efes: 2014-15
- MVP Coppa del Re: 2

Barcellona: 2018, 2019
- VTB United League Newcomer of the Year: 1

Zenit San Pietroburgo: 2022-23